# Samoa Rugby Union
La Samoa Rugby Union es la asociación reguladora de ese deporte en Samoa. Es miembro de World Rugby y Oceania rugby, ente mundial y continental respectivamente.

## Reseña histórica
- Se fundó en 1924 como Western Samoa Rugby Football Union, hasta 1997 el país se llamó Samoa Occidental.
- En 1988 se afilió a la International Rugby Board hoy World Rugby. Su selección principal no fue invitada al primer mundial celebrado el año anterior, pero sí comenzó a participar de las clasificatorias para las próximas ediciones.
- Es miembro de Oceania Rugby, ex Federation of Oceania Rugby Unions (FORU).
- Junto con las uniones de Fiyi y Tonga, fundó en 2002 la Pacific Islands Rugby Alliance (PIRA), una confederación de rugby que nucleó a países del Pacífico y de la que crearon una selección multinacional. La PIRA solo permaneció hasta 2009.[3][4]